# Stanisław Wojciechowski
Stanisław Wojciechowski (1869-1953) foi um político polonês, presidente de seu país entre 22 de dezembro de 1922 e 14 de maio de 1926.
O 1893 ele ajudou na fundação do Partido Socialista Polonês em Vilnius.
Está sepultado no Cemitério de Powązki em Varsóvia.